# Draft de l'NBA del 1976
El Draft de l'NBA de 1976 es va caracteritzar per la inclusió de dos jugadors que entrarien al Hall of Fame, Robert Parish i Alex English; i pel futur entrenador Mike Dunleavy.

## Primera ronda
|  | = All-Star     |
|  | = Hall of Fame |

| Posició | Jugador                  | Nacionalitat | Equip de l'NBA         | Origen (Universitat/club) |
| ------- | ------------------------ | ------------ | ---------------------- | ------------------------- |
| 1       | John Lucas (PG)          | Estats Units | Houston Rockets        | Maryland                  |
| 2       | Scott May (PF)           | Estats Units | Chicago Bulls          | Indiana                   |
| 3       | Richard Washington (F-C) | Estats Units | Kansas City Kings      | UCLA                      |
| 4       | Leon Douglas (C)         | Estats Units | Detroit Pistons        | Alabama                   |
| 5       | Wally Walker (F)         | Estats Units | Portland Trail Blazers | Virginia                  |
| 6       | Adrian Dantley (F)       | Estats Units | Buffalo Braves         | Notre Dame                |
| 7       | Quinn Buckner (G)        | Estats Units | Milwaukee Bucks        | Indiana                   |
| 8       | Robert Parish (C)        | Estats Units | Golden State Warriors  | Centenary                 |
| 9       | Armond Hill (G)          | Estats Units | Atlanta Hawks          | Princeton                 |
| 10      | Ron Lee (G)              | Estats Units | Phoenix Suns           | Oregon                    |
| 11      | Bob Wilkerson (G)        | Estats Units | Seattle SuperSonics    | Indiana                   |
| 12      | Terry Furlow (G)         | Estats Units | Philadelphia 76ers     | Michigan State            |
| 13      | Mitch Kupchak (F)        | Estats Units | Washington Bullets     | North Carolina            |
| 14      | Larry Wright (G)         | Estats Units | Washington Bullets     | Grambling                 |
| 15      | Chuckie Williams (G)     | Estats Units | Cleveland Cavaliers    | Kansas State              |
| 16      | Norm Cook (F)            | Estats Units | Boston Celtics         | Kansas                    |
| 17      | Sonny Parker (F)         | Estats Units | Golden State Warriors  | Texas A&M                 |

## Jugadors destacats no escollits en 1a ronda
| Posició | Jugador                | Nacionalitat | Equip de l'NBA      | Origen (Universitat/club) |
| ------- | ---------------------- | ------------ | ------------------- | ------------------------- |
| 23      | Alex English (SF)      | Estats Units | Milwaukee Bucks     | South Carolina            |
| 25      | Lonnie Shelton (PF)    | Estats Units | New York Knicks     | Oregon State              |
| 29      | Dennis Johnson (PG/SG) | Estats Units | Seattle SuperSonics | Pepperdine                |
| 99      | Mike Dunleavy (PG)     | Estats Units | Philadelphia 76ers  | South Carolina            |

## Draft de dispersió de l'ABA
L'American Basketball Association I va desaparèixer el 1976. Alguns equips s'unieren a l'NBA. Dos equips, els Kentucky Colonels i els Spirits of St. Louis, van assignar els seus jugadors en un draft de dispersió.
| Posició | Jugador                  | Nacionalitat | Equip NBA              | Equip ABA            | Preu de traspas |
| ------- | ------------------------ | ------------ | ---------------------- | -------------------- | --------------- |
| 1       | Artis Gilmore (C)        | Estats Units | Chicago Bulls          | Kentucky Colonels    | $1,100,000      |
| 2       | Maurice Lucas (PF)       | Estats Units | Portland Trail Blazers | Spirits of St. Louis | $300,000        |
| 3       | Ron Boone (PG)           | Estats Units | Kansas City Kings      | Spirits of St. Louis | $250,000        |
| 4       | Marvin Barnes (C)        | Estats Units | Detroit Pistons        | Spirits of St. Louis | $500,000        |
| 5       | Moses Malone (C)         | Estats Units | Portland Trail Blazers | Spirits of St. Louis | $350,000        |
| 6       | Randy Denton (PG)        | Estats Units | New York Knicks        | Spirits of St. Louis | $50,000         |
| 7       | William Averitt (PG)     | Estats Units | Buffalo Braves         | Kentucky Colonels    | $125,000        |
| 8       | Wil Jones (PF)           | Estats Units | Indiana Pacers         | Kentucky Colonels    | $50,000         |
| 9       | Ron Thomas (SF)          | Estats Units | Houston Rockets        | Kentucky Colonels    | $15,000         |
| 10      | Lou Dampier (PG)         | Estats Units | San Antonio Spurs      | Kentucky Colonels    | $20,000         |
| 11      | Jan van Breda Kolff (SF) | Estats Units | New York Nets          | Kentucky Colonels    | $60,000         |
| 12      | Mike Barr (PG)           | Estats Units | Kansas City Kings      | Spirits of St. Louis | $15,000         |